# Bastelica
Bastelica (en cors Bastelica) és un municipi francès, situat a la regió de Còrsega, al departament de Còrsega del Sud. L'any 1999 tenia 460 habitants.

## Demografia
| 1962 | 1968 | 1975 | 1982 | 1990 | 1999 |
| ---- | ---- | ---- | ---- | ---- | ---- |
| 715  | 774  | 762  | 766  | 436  | 460  |

## Administració
| Període | Identitat            | Partit | Qualitat |
| ------- | -------------------- | ------ | -------- |
| 2001-   | Jean-Baptiste Giffon |        | Senador  |

## Personalitats
- Sampiero Corso